# Marco effekten (film)
Marco effekten er en dansk film som havde premiere 17. maj 2021. Den er instrueret af Martin Zandvliet og baseret på romanen af samme navn af Jussi Adler-Olsen.

## Medvirkende
- Ulrich Thomsen som Carl Mørck
- Zaki Youssef som Assad
- Sofie Torp som Rose